# Gérard Gropaiz
Gérard Gropaiz, né le 1er août 1943 dans le 5e arrondissement de Paris et mort le 6 octobre 2012 aux Mureaux, est un nageur français, spécialiste des courses de nage libre.

## Carrière
Il fait partie du premier relais français sacré champion d'Europe en 4 × 100 mètres nage libre en 1962 à Leipzig, avec Robert Christophe, Jean-Pascal Curtillet et Alain Gottvallès.
Il est médaillé d'or sur 200 mètres nage libre aux Jeux de l'Amitié en 1963 à Dakar.
Le licencié au Racing Club de France participe au 100 mètres nage libre et au relais 4 × 200 mètres nage libre des Jeux olympiques de 1960 à Rome, échouant au stade des qualifications. Il en est de même en 1964 à Tokyo, que ce soit en 100 mètres nage libre ou en 4 × 100 mètres nage libre.

## Palmarès

### Championnats d'Europe
- Championnats d'Europe 1962 à Leipzig (Allemagne de l'Est) :
  -  Médaille d'or du relais 4 × 100 m nage libre.
  -  Médaille d'argent du relais 4 × 200 m nage libre.